# جولیا بوسکی
جولیا بوسکی (ایتالیایی: Giulia Boschi؛ زادهٔ ۱۷ دسامبر ۱۹۶۲) هنرپیشه سینما و تلویزیون اهل کشور ایتالیا است. از فیلم‌ها یا برنامه‌های تلویزیونی که وی در آن نقش داشته است می‌توان به شکلات و سیسیلی‌ها اشاره کرد.

## جوایز
- برنده جایزه بهترین بازیگر زن به خاطر بازی در فیلم «پیانو» - جشنواره «دو ریو» - سال ۱۹۸۴
- برنده جایزه روبان نقره‌ای برای بهترین بازیگر جدید به خاطر بازی در فیلم «پیانو» - جایزه انجمن ملی فیلم ایتالیا- سال ۱۹۸۴
- برنده جایزه بهترین نقش مکمل زن به خاطر بازی در فیلم «Da grande» - جوایز Ciak d'oro